# Nordijsko zlato
Nordijsko zlato je bakrova zlitina zlate barve, uporabljena za izdelovanje kovancev, trenutno zlasti evrokovancev za 10, 20 in 50 evrocentov.
Sestava:
- 89% bakra
- 5% aluminija
- 5% cinka
- 1% kositra

Zlitino so sicer razvili konec 20. stoletja na Švedskem za izdelovanje kovancev švedske krone, kjer se prav tako še vedno uporablja in sicer v kovancih za 10 in 20 kron. Kriteriji za izbiro zlitine so bili odpornost proti razbarvanju in fizični obrabi, enostavnost obdelovanja in to, da ne sproža alergijskih reakcij. Prvi kovanci iz nordijskega zlata so prišli v obtok leta 1991.